# Portrait de madame Récamier
Le Portrait de madame Récamier est une peinture de Jacques-Louis David représentant Juliette Récamier assise sur un sofa. Le tableau commencé en mai 1800 fut laissé volontairement inachevé par David, quand il apprit que François Gérard avait lui aussi été commandité pour faire un portrait du même modèle.

## Histoire du tableau
David s'était adjoint les services du jeune Ingres pour dessiner les accessoires. Inachevée, la toile demeure la propriété de l'artiste qui l'emmena dans son exil à Bruxelles sans lui trouver acheteur. Elle est acquise par l’État en 1826, à la vente posthume du peintre, pour la somme de 6 180 FRF, lequel l'affecte au Louvre. Elle est exposée à l'Exposition universelle de 1889, puis dans Salle du Sacre qui réunit les œuvres les plus célèbres de David.

## Description
Peinte à l'âge de 23 ans, Juliette Récamier (née Jeanne Bernard) est la fille d’un conseiller de Louis XVI et a épousé en 1793, à l'âge de 15 ans, le fortuné banquier Jacques-Rosé Récamier. Renommée pour sa beauté et son esprit, elle tient salon dans son hôtel particulier situé au 7 rue de la Chaussée-d'Antin actuelle, fréquenté notamment par Germaine de Staël et Benjamin Constant, jusqu'en 1803 où le gouvernement le ferme car considéré comme foyer  de l’opposition au Premier consul.
De format allongé, le tableau représente Juliette Récamier semi-allongée sur une méridienne dans une posture sur le côté, le haut du corps tourné vers le spectateur dans un mouvement de torsion. Son regard fixe le peintre. Elle est vêtue d'une robe longue blanche à l'antique, dont le bas retombe en drapé sur le sol. Ses cheveux courts et bouclés sont ceints d'un large ruban, elle est pieds nus. Elle repose sur un sofa, son bras gauche s'appuie sur deux coussins, le droit est posé sur sa jambe. Au pied du canapé un tabouret, à la gauche du tableau un candélabre de style antique comme le reste du mobilier, assez spartiate. Le tableau n'est pas signé.

## Analyse
Le haut du candélabre de style pompéien, marque le départ d’une diagonale qui suit la ligne du corps et donne à la composition son équilibre. Le caractère inachevé du tableau permet d’apprécier la technique de David (une pâte travaillée subtilement pour le modèle, un frottis léger et vibrant pour le sol et le fond, des accords harmonieux de bleu et de jaune, d’ocre et de brun). 
Le tableau rompt avec le cadrage traditionnel des portraits, qui sont plus resserrés sur le visage des modèles. David crée ainsi une réelle distance entre le spectateur et la jeune femme à demi étendue, telle une patricienne romaine. La sévérité à l’antique est atténuée par la grâce du modèle. Le peintre Eugène Delacroix salue une la « psychologie subtile et peint un tableau au « singulier mélange de réalisme et d’idéal ». Elle illustre l’ascension sociale ouverte à la bourgeoisie qui cherche à s’imposer en exploitant des valeurs et des représentations issues de l’Antiquité.

## Postérité
En 1951, René Magritte parodie l’œuvre de David dans son tableau Perspective : Madame Récamier de David, où il remplace le modèle par des cercueils.
La toile de Magritte est exposé au Musée d'Art moderne et contemporain de Strasbourg (MAMCS) et au Musée des beaux-arts du Canada
.
Dans son ouvrage Histoire de l’art et lutte des classes, paru en 1973, l'historien de l’art grec Nikos Hadjinicolaou (en) tente d’interpréter les peintures selon une approche marxiste, en affirmant que l’artiste exprime la réalité politique du moment dans ces œuvres. Ainsi, selon lui, ce portrait de madame Juliette Récamier reflèterait en réalité l'« idéologie imagée » de la nouvelle classe bourgeoise, enrichie grâce au gouvernement du Directoire (1795 à 1799).

## Autre tableau
Portrait de madame Récamier ne doit pas être confondu avec Portrait de Juliette Récamier, peint vers 1805 par François Gérard, où le modèle pose assis sur une chaise de style étrusque, dans un décor qui rappelle celui d’une salle de bain antique
.